# Odontolejeunea lunulata
Odontolejeunea lunulata är en bladmossart som först beskrevs av Friedrich Weber, och fick sitt nu gällande namn av Victor Félix Schiffner. Odontolejeunea lunulata ingår i släktet Odontolejeunea och familjen Lejeuneaceae. Inga underarter finns listade i Catalogue of Life.